# فرانك ديلون
فرانك ديلون (بالإنجليزية: Pop Dillon)‏ هو لاعب كرة قاعدة أمريكي، ولد في 17 أكتوبر 1873 في نورمال في الولايات المتحدة، وتوفي في 12 سبتمبر 1931 في باسادينا في الولايات المتحدة.